# Microceris variicolor
Microceris variicolor är en fjärilsart som beskrevs av Ménétriés 1855. Microceris variicolor ingår i släktet Microceris och familjen tjockhuvuden. Inga underarter finns listade i Catalogue of Life.